# Kínai barátcserje
A kínai barátcserje (Vitex negundo) Kelet-Afrikában és Délkelet-Ázsiában őshonos lombhullató cserje vagy fa. Európában díszfaként ültetik, hazájában a népi gyógyászatban van számos alkalmazása.

## Megjelenése

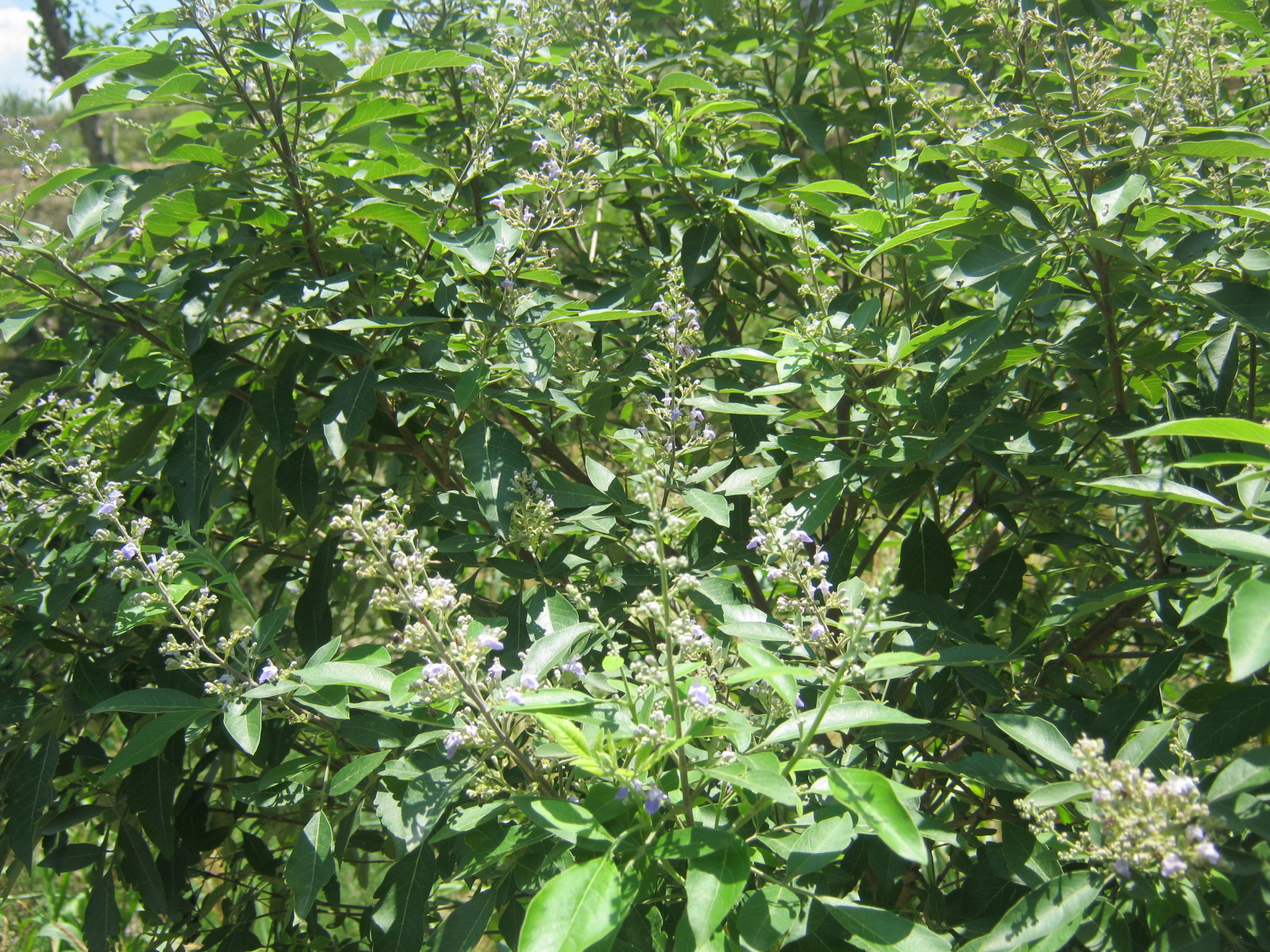
Virágzó barátcserje

A kínai barátcserje 3-5 méter magas bokor vagy alacsony fa. Levelei átellenesen állók, 3-5 levélből tenyeresen összetettek, a középső levél hosszabb a többinél. Az egyes levelek hosszúkásak, lándzsásak, 4–10 cm hosszúak, fonákjukon szőrösek, ép szélűek vagy középtájt kissé karéjosak. Megdörzsölve aromás illatúak.
A nyár második felében virágzik júliustól szeptemberig. A növényt ilyenkor szinte elborítják sok méhet vonzó virágai. Az ajakos virágok halványkék-ibolyakékek, 6–7 mm nagyságúak, hajtásvégi felálló, laza, 10–20 cm-es bugában nőnek. A párta és a kehely is szőrökkel borított. Lédús, 4 mm átmérőjű csonthéjas gyümölcse éretten fekete színű. 

## Elterjedése és élőhelye
Kelet-Afrikában, Madagaszkáron, valamint Ázsiában Nepáltól Indonézián és a Fülöp-szigeteken keresztül egészen Japánig honos. Folyók és tavak mellett, megbontott lombkoronájú vagy ritkás erdőkben, réteken él. Tápanyagszegény talajokon is előfordul. Napigényes, kissé fagyérzékeny, hideg teleken elfagyhat, de ilyenkor újra kihajt. Kártevőkkel, betegségekkel szemben viszonylag ellenálló.
Dugványokkal és magról szaporítható.

## Felhasználása
Az ázsiai hagyományos gyógyászatban számos felhasználása létezik. Levelének főzetét fekélyek borogatására és belsőleg puffadás, fej és fogfájás, köhögés ellen használják. Gyökere ekcéma és más bőrbajok, májpanaszok, lépnagyobbodás, reuma, köszvény, hátfájás ellen jó; magjainak féregirtó hatása van.  

## Hatóanyagai
Levelei alkaloidot (nisindin), flavonokat, luteolin-7-glükozidot, kaszticint, iridoid glükozidokat, karotént, glüko-nonitált, benzoesavat, béta-szitoszterolt tartalmaznak. Magjában béta-szitoszterol, benzoesav és ftálsav, gyulladásgátló diterpén és artemetin található. Kérgéből vaníliasavat, p-hidroxibenzoesavat és luteolint izoláltak.  